# Anthony Brea
Anthony José Brea Salazar (Carabobo, 3 de febrero de 1983) es un ciclista profesional venezolano.
Ha participado en la Vuelta al Táchira,( vueltas internacionales) . ( Juegos paramericanos). (Juegos suramericanos). (Juegos del alba) campeonatos mundiales Madrid . Campeonatos paramericanos . Vuelta a Venezuela y otras competencias nacionales e internacionales.

## Palmarés
2005
- 3.º en 6.ª etapa Vuelta a Aragua  Venezuela
- 1' en 1' etapa ( vuelta a Aragua) ven

2006
- 2.º en 1.ª etapa Vuelta a Aragua  Venezuela
- 2.º en 6.ª etapa Vuelta a Venezuela, Maracay  Venezuela
- 2.º en 7.ª etapa Vuelta a Venezuela, Caracas  Venezuela
- 2.º en 9.ª etapa Vuelta a Venezuela, Valle de La Pascua  Venezuela
- 1' en 13' etapa ( vuelta Venezuela)
- 3.º en 12.ª etapa Vuelta a Venezuela  Venezuela
- 2.º en 1.ª etapa Clásico Ciclístico Banfoandes, Barquisimeto  Venezuela
- 2.º en 3.ª etapa Clásico Ciclístico Banfoandes  Venezuela

1' clasificación sprint (clásico ciclístico banfoandes)
1'por punto (clásico ciclístico banfoandes)
2007
- 2.º en 3.ª etapa Vuelta al Táchira,

Barinas  Venezuela
1clasificacion sprint (vuelta al Táchira)
- 3.º en 1.ª etapa Vuelta a Cuba  Cuba
- 1.º en 2.ª etapa Vuelta a Cuba, Santiago de Cuba  Cuba
- 3.º en 6.ª etapa Vuelta a Cuba  Cuba
- 1.º en 9.ª etapa Vuelta a Cuba, Cienfuegos  Cuba
- 1.º en 13.ª etapa Vuelta a Cuba, Habana  Cuba
- 2.º en 2.ª etapa parte B Vuelta por un Chile Líder, Mafil  Chile
- 1.º en 7.ª etapa parte A Vuelta por un Chile Líder, Curicó  Chile
- 1.º en 10.ª etapa Vuelta por un Chile Líder, Santiago  Chile
- 2.º en Campeonato de Venezuela de Ciclismo en Ruta, Ruta, Elite, Maturín  Venezuela
- 1.º en 3.ª etapa Tour de Río  Brasil
- 2.º en 5.ª etapa Tour de Río, Campos  Brasil
- 2.º en 4.ª etapa Tour de Brasil/Vuelta del Estado de San Pablo, Sao Carlos  Brasil
- 2.º en 3.ª etapa Vuelta al Oriente, Punta de Mata  Venezuela
- 3.º en 4.ª etapa Vuelta al Oriente, El Tigrito  Venezuela
- 2.º en 6.ª etapa Vuelta al Oriente  Venezuela

9' juegos paramericanos Brasil
- 3.º en 13.ª etapa [[Vuelta a

Venezuela 2007|Vuelta a Venezuela]], Maracay  Venezuela
9' (América tour)
2008
- 3.º en 1.ª etapa Vuelta al Táchira, Guasdualito  Venezuela
- 1.º en 2.ª etapa Vuelta al Táchira  Venezuela
- 3.º en 2.ª etapa Vuelta al Oriente  Venezuela
- 2.º en 4.ª etapa Vuelta al Oriente  Venezuela
- 2.º en 6.ª etapa Vuelta al Oriente, Puerto La Cruz  Venezuela
- 1.º en 2.ª etapa Clásico Ciclístico Batalla de Carabobo Carabobo  Venezuela

1clasificacion sprint ( batalla de Carabobo)
- 2.º en Clásico Ciudad de Caracas, Caracas  Venezuela
- 2.º en 10.ª etapa Vuelta a Venezuela  Venezuela
- 2.º en 11.ª etapa Vuelta a Venezuela, Cantaura  Venezuela

## Equipos
- 2007  Androni Giocattoli-Serramenti PVC Diquigiovanni